# 중국봉쇄정책

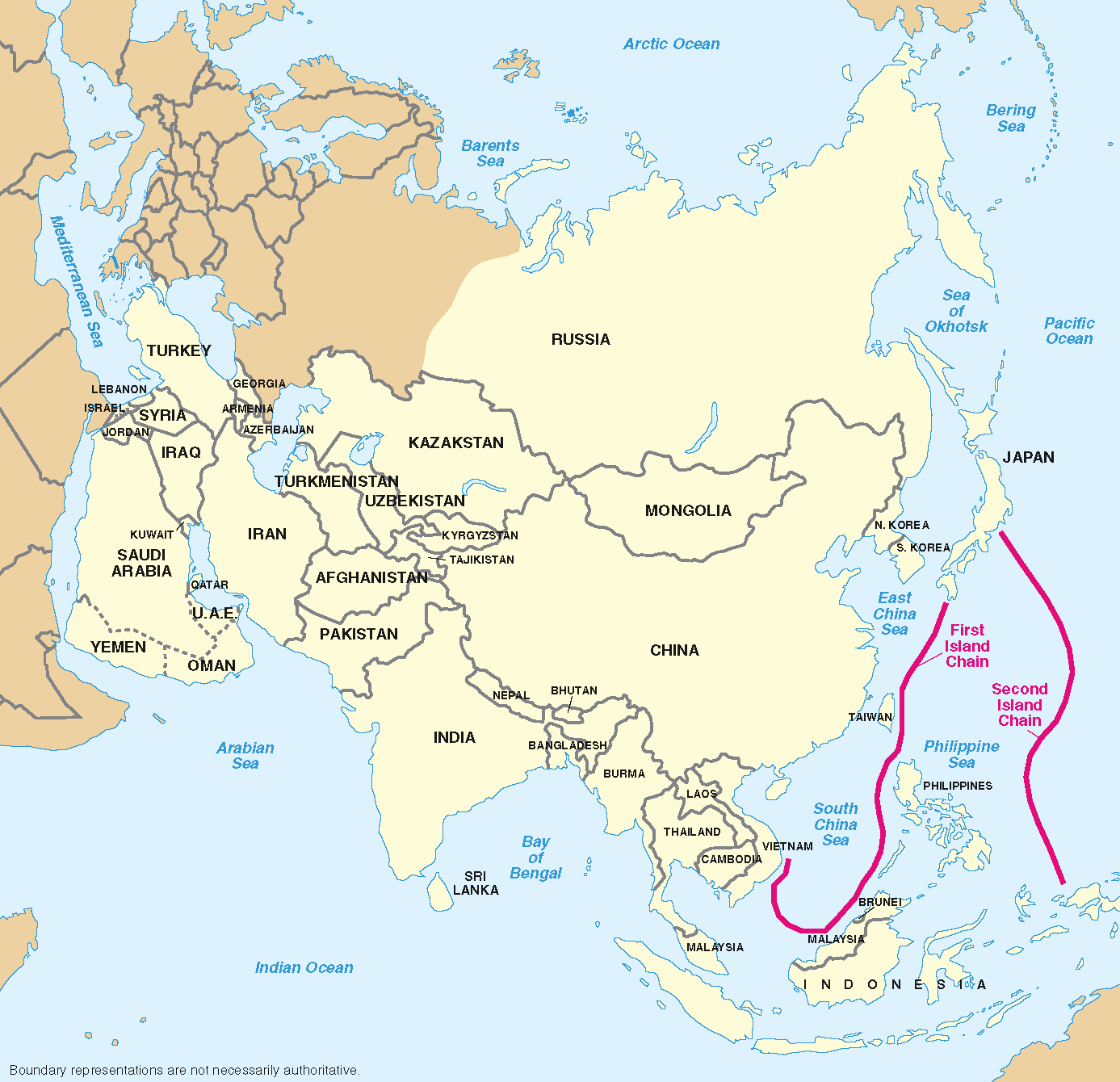
미국이 설정한 제1열도선과 제2열도선

중국봉쇄정책(China containment policy)은 냉전시절에 만든, 미국의 중국에 대한 해상 봉쇄 정책이다. 2020년에도 여전히 현재진행형이다.

## 역사
1949년 10월 1일, 중화인민공화국이 건국하자, 미국은 중국봉쇄정책을 채택했다. 이 정책에 따른 최초의 전투가 미얀마 주둔 중화민국군과 관련된 전투이다.
미국은 냉전 시대 이래 중국의 태평양 진출을 막기 위해 일본과 대만, 필리핀에 걸쳐 '제1 열도선', 일본 동부 해상과 괌, 남태평양 섬들에 걸쳐 '제2 열도선'을 설정해 놓고 중국을 봉쇄하고 있다.
2010년부터 미국은 중국 동남쪽의 아세안 국가들을 묶어 중국과 대항하게 하는 한편, 중국 본토 공산화 이후 설정된 대중국 아시아태평양 방위망인 제1열도선과 제2열도선을 재정비하고 있다.
2012년, 필리핀의 수비크만과 오스트레일리아 북단 도시 다윈은 2차대전 직후 존 포스터 덜레스 당시 국무장관이 밝혔던 중국 등 사회주의권 봉쇄망인 제1열도선(일본~오키나와~대만~필리핀), 제2열도선(일본~괌~오스트레일리아)이 재정비·강화되는 구체적인 현장이다.
2017년 9월 15일, 2016년 7월까지 일본 육상자위대 막료장(육군참모총장에 해당)을 역임한 이와타 기요후미(岩田淸文)씨는 미국 워싱턴에서 열린 심포지엄에서, 미국이 남중국해, 동중국해에서 중국과 군사 충돌이 발생할 경우 미군은 괌으로 일시 이동하고 동맹국인 일본에 오키나와(沖繩)에서 대만, 필리핀을 연결하는 '제1열도선'의 방위를 맡기는 안이 검토되고 있다는 내용을 공개했다.

## 중국의 대응
중국의 개혁·개방 초기인 1982년 중국 해군 총사령관이자 중국 항공모함의 아버지로 불리는 류화칭(劉華淸) 제독은 중국이 아시아 패권국가를 넘어 세계를 제패하기 위한 ‘열도선 돌파 구상’을 내놓았다. 냉전 시절 중국 봉쇄선인 제1열도선(오키나와∼대만∼남중국해)을 2010년까지 뚫고 2020년까지 ‘제2열도선(사이판∼괌∼인도네시아)’까지 진출해 2040년에는 태평양 및 인도양의 미 해군을 제압해 패권을 완성하겠다는 전략이다. 이는 시진핑 중앙군사위원회 주석의 강군몽(强軍夢)으로 현재 진행형이다.
중국이 제1열도선조차 돌파하지 못하는 상황에서 남중국해에서의 항행의 자유와 자유롭고 열린 인도 태평양을 내세우는 미국에 맞서는 것이 정말 쉽지 않다. 더욱이 이렇게 밀리다 보면 온 국력을 경주해 추진하는 일대일로(一帶一路·육상 및 해상 실크로드) 구축 프로젝트도 타격을 받을 수 있다.

## 포괄적 봉쇄
2010년 12월, "중국의 세력 확장은 북한을 비롯한 ‘불량 정권’과의 위험한 네트워크 덕분이므로 아시아, 아프리카, 오세아니아, 남아메리카 동맹국을 연결해 대(對)중국 포위망을 구축해야 한다."고 미 하원 외교위원장 일레나 로스-레티넨이 신동아 2010년 12월호 인터뷰에서 말했다. 워싱턴 보수층의 ‘현실주의적 비관론’을 투명하게 보여준다. 지금은 신냉전이며, 따라서 구(舊)소련에 취했던 봉쇄정책을 중국에도 실행해야 한다고 생각한다. 여기서 말하는 봉쇄정책은 이 문서에서 다루는 주제인 해상봉쇄인 중국봉쇄정책과는 다른 것으로서, 북한, 이란등에 실시중인 전면적인 무역 봉쇄 등을 말하는 것이다. 적성국교역법, 제제를 통한 미국의 적국에 대한 대응법 같은 이슈이다.
2020년 7월 23일, 마이크 폼페이오 국무장관은 캘리포니아주 요바린다의 닉슨도서관에서 '중국공산당과 자유 세계의 미래'를 주제로 한 연설을 했다. 중국을 개방으로 이끈 닉슨 전 대통령의 외교정책이 실패했다면서, 중국공산당이 이제는 오히려 자유세계의 위협이 되고 있다며 뜻을 같이하는 전 세계 민주국가들이 새로운 그룹을 형성해 대응해야 한다고 거듭 촉구했다. "닉슨 전 대통령 자신도 중국을 세계에 개방시켜 프랑켄슈타인을 만들어냈다고 토로했다"면서 "우리는 중국 시민들을 향해 손을 내밀었는데 중국공산당이 그것을 이용해 먹었다"고 맹비난 했다.
브레이크 없이 양국간 위기가 고조될 경우 전쟁을 제외하고 선택할 수 있는 카드는 ‘외교관계 단절(단교)’뿐이다. 앞서 중국은 “마이크 폼페이오 미 국무장관이 중국공산당원과 그 가족 2억7,000만명의 미국 입국을 금지하는 방안을 검토하고 있다”는 일간 뉴욕타임스 보도가 나오자 “단교보다 더 엄중한 상황”이라고 위기의식을 불어넣으며 내부 단결을 촉구했다.
미국 공화당 도널드 트럼프 대통령은 최근 우한폐렴으로 지지율이 망해버렸고, 홍콩 국가보안법을 막지 못해 또 비난을 받고 있어서, 재선이 힘들다는 여론조사가 꾸준히 나오고 있으며, 이러한 결과에 대해 굉장히 중국에 화를 내고 있다. 북미정상회담 실패로 인한 북한, 저런 중국이 트럼프 대통령의 재선에 큰 도움이 될 어떤 선물을 주면 화가 풀리겠지만, 그런 재선에 큰 도움을 줄 선물을, 중국, 북한은 전혀 생각하고 있지 않고, 오히려 더욱 공세적으로 나와 트럼프 대통령이 더욱 화를 내는 방향으로, 언론 보도들이 나오고 있다.

## 같이 보기
- 자유롭고 열린 인도 태평양
- 제2차 냉전
- 일대일로
- 중국의 시대
- 화평굴기
- 분류:중화인민공화국의 영토 분쟁
- 인도양의 진주목걸이
- 쿼드 (국제 회의)
- 탈냉전 시대
- 미국–중국 관계